# Kachna skvrnozobá
Kachna skvrnozobá (Anas poecilorhyncha) je středně velký druh ptáka z čeledi kachnovití (Anatidae), řazený do rodu Anas. Vyskytuje se převážně v jižní a východní Asii, kde obývá sladkovodní biotopy v nížinách i mírně zvlněné krajině. Její jméno odkazuje na charakteristický zobák s tmavými skvrnami a žlutou špičkou. Patří mezi blízké příbuzné kachny divoké (Anas platyrhynchos), se kterou může vytvářet i křížence.

## Popis
Kachna skvrnozobá dorůstá délky 55–63 cm a váží přibližně 800–1500 gramů. Zbarvení je převážně hnědošedé s jemným tmavým vzorem, připomínajícím kachnu divokou. Hlava bývá světlejší s tmavším proužkem přes oko. Nejvýraznějším znakem je zobák – černý se žlutou špičkou a tmavými skvrnami po stranách. V křídlech je dobře viditelné kovově zelené nebo modrozelené zrcátko lemované bílým pruhem.
Obě pohlaví jsou si vzhledově velmi podobná, samice bývá o něco menší. Mladí ptáci mají méně výrazné barvy a jemnější kresbu.

## Rozšíření a prostředí
Kachna skvrnozobá obývá široké území Asie. Vyskytuje se od Pákistánu, Indie, Srí Lanky a Bangladéše přes Myanmar, Thajsko a Indočínu až po Čínu, Koreu a Japonsko. Preferuje stojaté nebo pomalu tekoucí vody – jezera, rybníky, bažiny, řeky, rýžová pole a zavlažovací nádrže. Často se vyskytuje v nížinách, ale výjimečně i v horských oblastech do nadmořské výšky 2000 m.
Díky přizpůsobivosti se poměrně dobře snáší s přítomností člověka a je běžná i v zemědělské krajině.

## Chování a potrava
Jedná se o všežravého vodního ptáka. Potravu si vyhledává v mělké vodě, kde pomocí zobáku prohledává dno. Živí se především vodními rostlinami, semeny, trávami, ale také měkkýši, hmyzem, larvami a jinými drobnými bezobratlými.
Je převážně tichá, ale občas vydává tlumené kvákavé zvuky, zejména během období hnízdění.

## Rozmnožování
Hnízdní období se liší podle geografické oblasti, obvykle však probíhá od března do července. Kachna skvrnozobá hnízdí na zemi, často v husté vegetaci poblíž vody. Hnízdo si staví ze suché trávy, listí a peří. Samice klade 7 až 12 vajec, která inkubuje přibližně 24–26 dní. Samotná se stará o mláďata, která opouštějí hnízdo brzy po vylíhnutí a následují matku k vodě.

## Poddruhy
V současnosti jsou uznávány dva hlavní poddruhy:
- Anas poecilorhyncha poecilorhyncha – žije především na Indickém subkontinentu
- Anas poecilorhyncha zonorhyncha – rozšířená ve východní Asii, včetně Číny, Koreje a Japonska

Některé zdroje uvádějí i třetí poddruh (Anas poecilorhyncha haringtoni) z Myanmaru a okolí, ale jeho status je sporný.

## Ochrana
Podle Mezinárodního svazu ochrany přírody (IUCN) je kachna skvrnozobá klasifikována jako málo dotčený druh (Least Concern). Populace je stabilní a v mnoha oblastech běžná. Největším rizikem pro tento druh je ztráta přirozeného prostředí, znečištění vodních ploch a lov, zejména v oblastech s nižší ochranou přírody.